# Hermannskarspitze
Hermannskarspitze är en bergstopp i Österrike.   Den ligger i distriktet Reutte och förbundslandet Tyrolen, i den västra delen av landet, 500 km väster om huvudstaden Wien. Toppen på Hermannskarspitze är 2 472 meter över havet, eller 101 meter över den omgivande terrängen. Bredden vid basen är 0,47 km.
Terrängen runt Hermannskarspitze är huvudsakligen bergig. Runt Hermannskarspitze är det ganska glesbefolkat, med 26 invånare per kvadratkilometer.. Närmaste större samhälle är Mittelberg, 16,7 km väster om Hermannskarspitze. 
I omgivningarna runt Hermannskarspitze växer i huvudsak barrskog.